# 高洲站
高洲站（日语：／ Takasu eki */?）是位於静岡縣志太郡高洲村（現時：藤枝市），靜岡鐵道駿遠線的鐵路車站（廢站）。

## 歷史
- 1914年（大正3年）9月3日 - 藤相鐵道藤枝新站（後來改名為新藤枝站）至大井川站之間開通，此站啟用[2]。
- 1943年（昭和18年）5月15日 - 在公司合併後，成為靜岡鐵道藤相線的車站。
- 1948年（昭和23年）9月6日 - 在路線合併後，成為靜岡鐵道駿遠線的車站。
- 1970年（昭和45年）7月31日 - 新藤枝站至大井川站之間被廢除，此站也被廢除[2]。

## 現狀
現時，高洲站遺址是在縣道33號線（田沼街道）上，靜鐵Justline高洲巴士站處。
在1998年（平成10年）3月，鄉土歷史愛好會於車站遺址設置《藤相鐵道》「高洲站」跡的紀念碑。在2016年，由於建設7-11 藤枝高洲店，因此紀念碑遷移至別處。

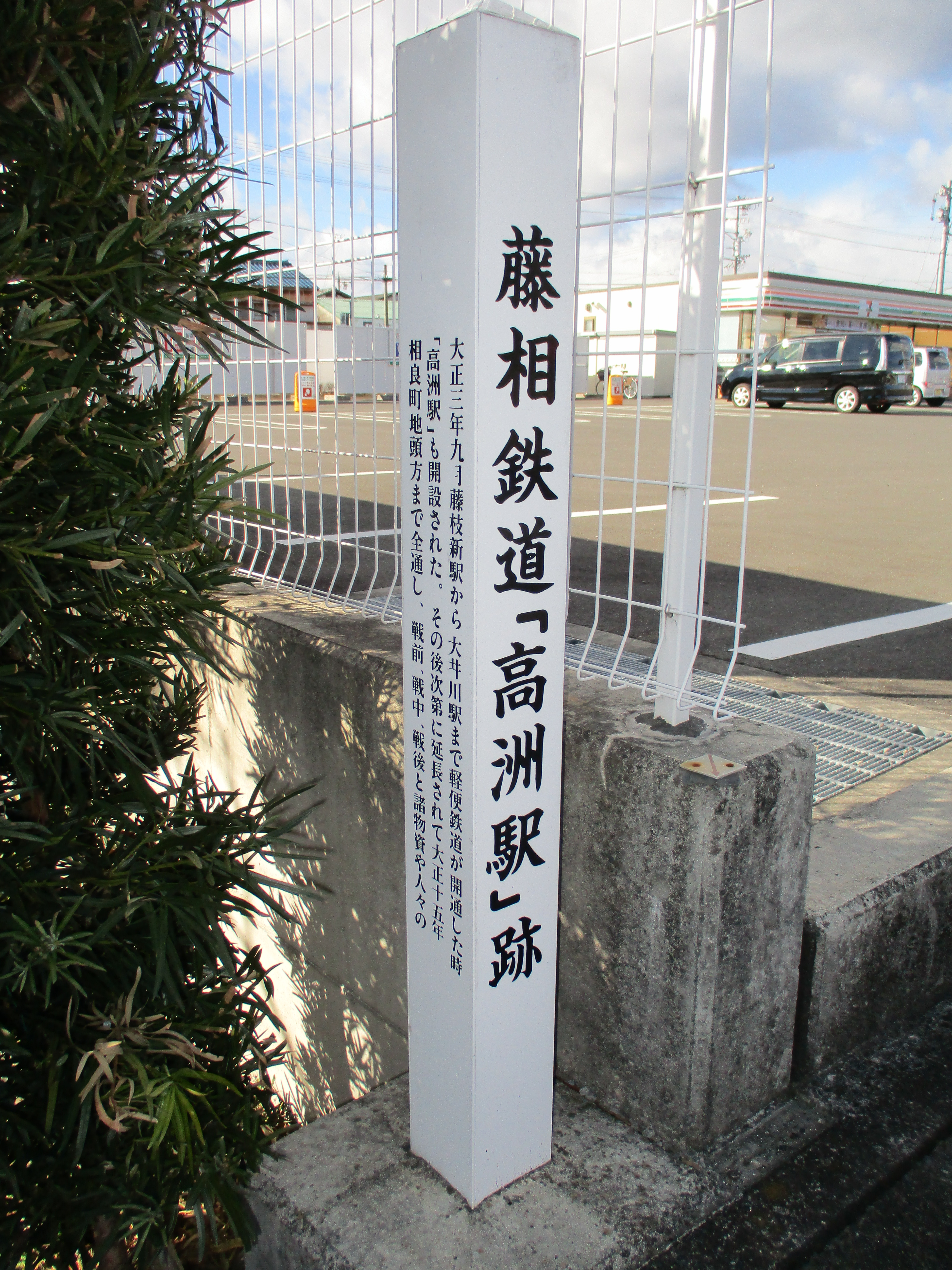
藤相鐵道「高洲站」跡（2021年12月）
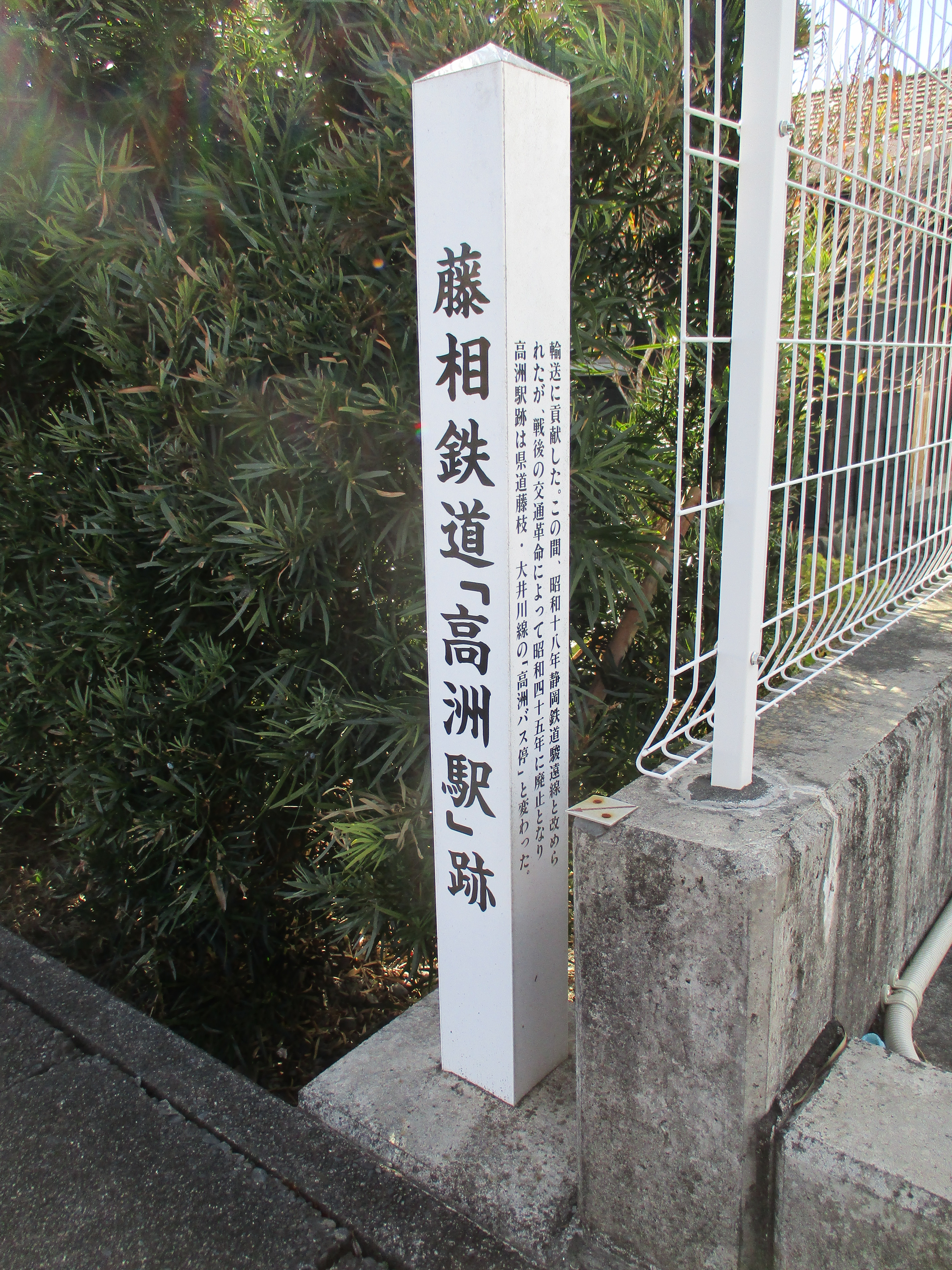

## 相鄰車站
靜岡鐵道
駿遠線
新藤枝－高洲－大洲

## 注腳
1. ↑  鉄道停車場一覧：昭和12年10月1日現在 國立國會圖書館數碼化收藏
2. 1 2  今尾惠介監修《日本鐵道旅行地圖帳 7號 東海》新潮社 31頁

## 相關項目
- 日本鐵路車站列表 Ta